# フォークランド諸島ポンド
フォークランド諸島ポンド(Falkland Islands pound)は、南大西洋のイギリスの海外領土であるフォークランド諸島政府が発行する通貨である。ISO 4217コードはFKP。

## 概要
フォークランド諸島ポンドはイギリス・ポンドと等価に固定されており、フォークランド諸島内では両方の通貨が使用されている。フォークランド諸島ポンドは、フォークランド諸島の約1,390km東にある海外領土であるサウスジョージア・サウスサンドウィッチ諸島でも使用されている。